# Dyscritomyia obscura
Dyscritomyia obscura är en tvåvingeart som först beskrevs av Grimshaw 1901.  Dyscritomyia obscura ingår i släktet Dyscritomyia och familjen spyflugor. Inga underarter finns listade i Catalogue of Life.